# Ofensiva de Viena
|  | Aquest article és sobre la batalla de la Segona Guerra Mundial. Per als setges de 1529 i 1683, consulteu el Setge de Viena (1529) i el Setge de Viena (1683) |

L'Ofensiva de Viena va ser llençada  pels 2n i 3r Fronts Ucraïnesos soviètics per tal de capturar Viena, Àustria, durant la Segona Guerra Mundial. L'ofensiva va durar del 16 de març al 15 d'abril de 1945. Després de diversos dies de combats carrer a carrer, les tropes soviètiques van capturar la ciutat el 13 d'abril de 1945.

## Rerefons
Viena havia estat bombardejada contínuament durant l'any anterior a l'arribada de les tropes soviètiques, i molts edificis i instal·lacions havien estat danyats o destruïts.
Els acords previs entre Joseph Stalin va arribar a un acord amb els aliats occidentals abans de l'abril de 1945 sobre la influència política relativa de postguerra de cada partit a gran part de l'Europa oriental i central; tanmateix, aquests acords no deien pràcticament res sobre el destí d'Àustria, que aleshores es considerava oficialment simplement la zona d'Ostmark de la Gran Alemanya després de l'Anschluss. Stalin decidí posposar la seva ofensiva cap a Berlín (per a la que els soviètics estaven preparats des de febrer) i assegurar els flancs per a l'ofensiva, així com el territori austríac, un veritable as a la màniga per a les negociacions de postguerra.
Després del fracàs de l'Operació Frühlingserwachen, el 6è Exèrcit Panzer SS de Sepp Dietrich es retirà en etapes cap a la zona de Viena. Els alemanys prepararen desesperadament posicions defensives en un intent de defendre la ciutat contra el prompte avanç soviètic.
Durant la primavera de 1945, l'avanç del 3r Front Ucraïnès del General  Fiódor Tolbukhin per l'Hongria occidental es va portar a terme per les dues ribes del Danubi. El 30 de març, les forces d'avançada soviètiques van arribar als rius Hron i Nitra i, després de capturar les ciutats de Sopron i Nagykanizsa, van travessar la frontera entre Hongria i Àustria. En aquell moment, Tolbukhin estava preparat per endinsar-se a Àustria i capturar Viena.
El 25 de març, el 2n Front Ucraïnès va llançar l'ofensiva Bratislava-Brno creuant el riu Hron. El 30 de març, el Front també va creuar el riu Nitra i va travessar ràpidament la Terra Baixa Danubiana cap a Bratislava. Havent assegurat la seva ala dreta amb el 2n Front Ucraïnès, Tolbukhin estava preparat per avançar cap a Àustria i prendre Viena. Les tropes romaneses, que estaven al bàndol aliat des del cop d'estat del rei Miquel, també van participar en l'ofensiva.

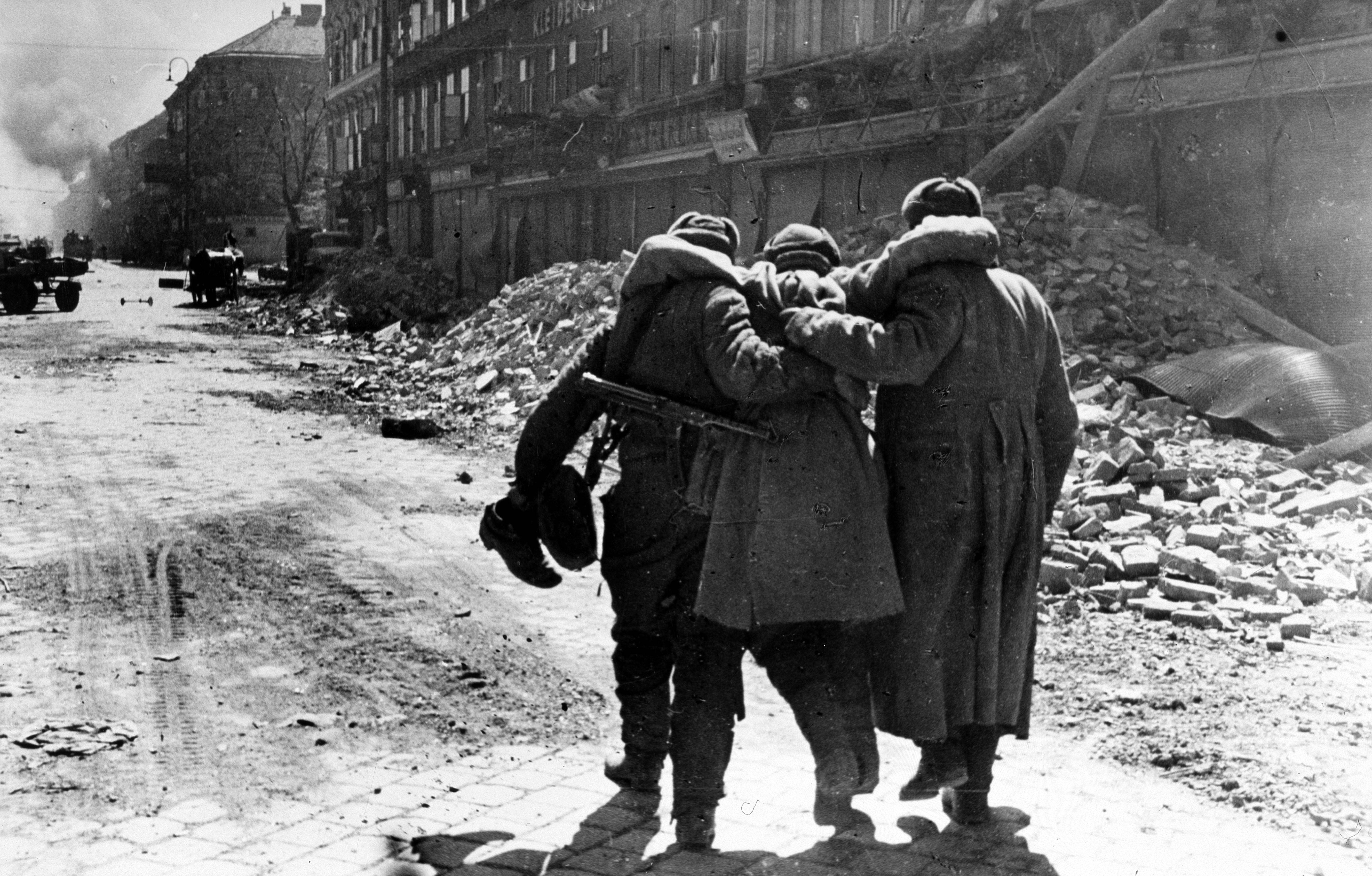
Dos soldats de l'Exèrcit Roig ajudant un camarada ferit a caminar durant els combats per la ciutat

## Batalla
El 2 d'abril de 1945, Radio Viena negà que la capital austríaca hagués estat declarada ciutat oberta. El mateix dia, les tropes soviètiques s'apropaven a Viena pel sud, després de passar per Wiener Neustadt, Eisenstadt, Neunkirchen i Gloggnitz. Baden-Baden i Bratislava van ser capturades el 4 d'abril.
Després d'arribar a la zona de Viena, els exèrcits del 3r Front Ucraïnès soviètic van envoltar, assetjar i, finalment, atacar la ciutat. En aquesta acció van estar involucrats el 4t Exèrcit Blindat de la Guàrdia Soviètica, el 6è Exèrcit Blindat de la Guàrdia Soviètica, el 9è Exèrcit Blindat de la Guàrdia Soviètica i el 46è Exèrcit Soviètic. L'única força major alemanya per enfrontar-se als soviètics era el 6è Exèrcit Panzer SS, a part de forces irregulars reclutades a correcuita.
La batalla per la capital austríaca es va caracteritzar pels ferotges enfrontaments urbans. Els soviètics van començar pels suburbis del sud de la ciutat, i els defensors alemanys van aconseguir mantenir els soviètics fora de la ciutat fins al 7 d'abril. No obstant això, l'Exèrcit Roig va aconseguir infiltrar-se a la ciutat des de l'oest el 8 d'abril. Els suburbis occidentals eren especialment importants perquè s'hi trobava la principal estació de ferrocarril. L'èxit soviètic a l'oest de la ciutat va ser seguit d'una ràpida infiltració el mateix dia des de l'est i el nord. Viena ara ja estava aïllada de la resta del país. El 9 d'abril, les tropes soviètiques van aconseguir infiltrar-se fins al centre de la ciutat, però la lluita sense sentit als carrers prosseguí alguns dies més. Viena caigué definitivament quan els darrers defensors de la ciutat es van rendir el 13 d'abril.
Mentre que la lluita encara era intensa als suburbis al sud i l'oest de Viena el 8 d'abril, altres tropes del 3r Front Ucraïnès van passar de Viena i van prosseguir l'avanç cap a Linz i Graz.
El dia 10, tots els ponts de la ciutat excepte dos havien estat destruïts. El pont de Floridsdorf havia estat deixat intacte per una ordre del Führer que dictava que el pont s'havia de mantenir a tota costa. El 2n SS Panzer "Das Reich" va deixar una dotzena de peces d'artilleria, incloent-hi canons antiaeris de 37 mm, per contenir els atacs enemics. Aquella nit, el "Das Reich", incloent-hi les seves tres dotzenes de vehicles blindats restants, es va retirar de la ciutat per última vegada. Viena havia caigut i els alemanys es van moure cap al nord-oest per mantenir la següent línia defensiva.

## Després de la batalla
El 15 d'abril de 1945, les tropes del 3r Front Ucraïnès soviètic havien aconseguit travessar Àustria. Les esgotades restes del que havia estat el 6è Exèrcit Panzer SS van haver de cobrir la zona entre Viena i Linz. Tot just davant dels alemanys en retirada estava el 9è Exèrcit Blindat de la Guàrdia i el 46è Exèrcit. El 26è Exèrcit Soviètic i el 27è Exèrcit Soviètic avançaven cap al nord de Graz, tot just davant del 6è Exèrcit alemany. El 57è Exèrcit Soviètic i el 1r Exèrcit Búlgar avançaven cap a la zona al sud de Graz (prop de Maribor, al davant del 2n Exèrcit Panzer en retirada.
El 12 de maig, va ser finalment capturat per les tropes americanes del Tercer Exèrcit Americà. Va ser capturat quatre dies després del Dia de la Victòria a Europa, el 8 de maig.
Alguns dels millors edificis de Viena van quedar en ruïnes després de la batalla. No hi havia aigua, electricitat ni gas, i bandes de persones, tant estrangers com austríacs, van saquejar i agredir els residents indefensos en absència d'una força policial. Mentre que les forces d'assalt soviètiques en general es van comportar bé, la segona onada de tropes soviètiques que va arribar a la ciutat va ser, segons sembla, molt indisciplinada. Es van produir un gran nombre de saquejos i casos de violació en un període de violència de diverses setmanes que s'ha comparat amb els pitjors aspectes de la Guerra dels Trenta Anys.
El polític austríac Karl Renner va establir un govern provisional a Viena en algun moment de l'abril amb l'aprovació tàcita de les forces soviètiques victorioses, i va declarar la secessió d'Àustria del Tercer Reich.

## Galeria d'imatges

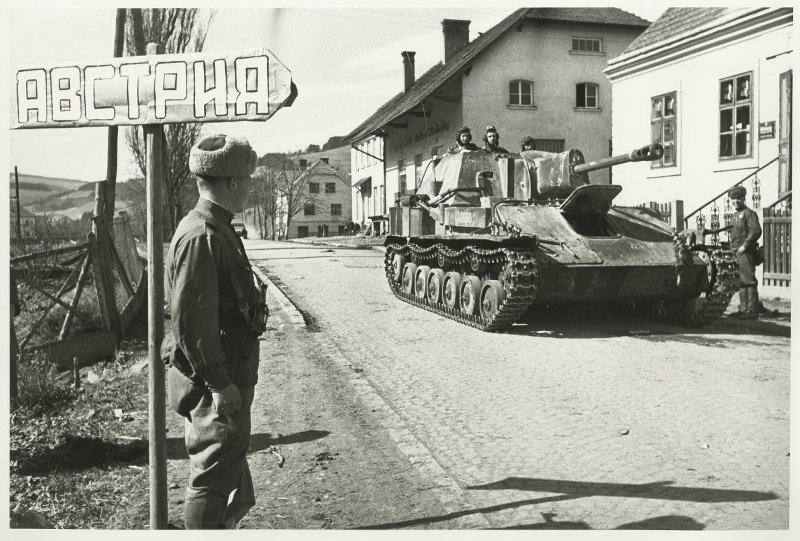
"Tropes soviètiques creuen la frontera d'Àustria", abril de 1945, Àustria
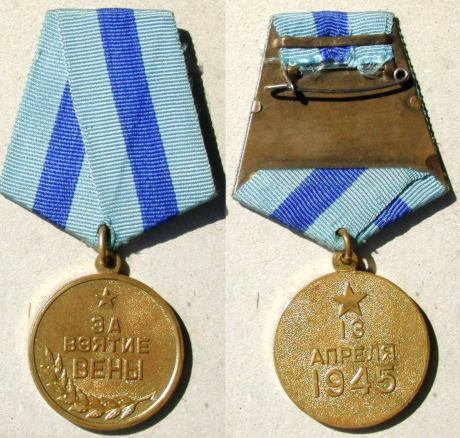
277.380 membres dels exèrcits soviètic i búlgar van rebre la Medalla per la Conquesta de Viena.
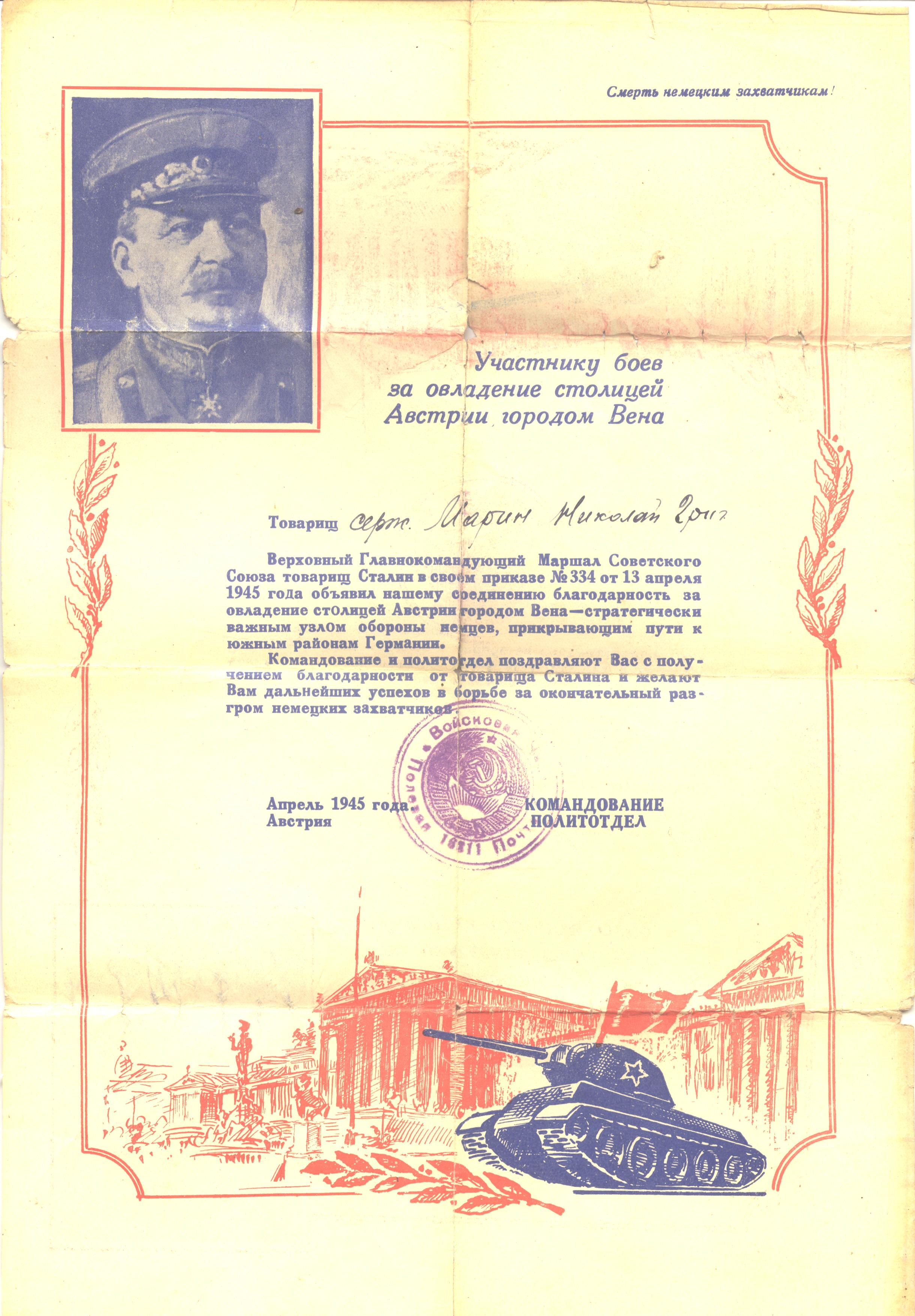
Agraïment de Stalin a un dels participants de l'operació